# Club Agropecuario Argentino
Club Agropecuario Argentino, kurz Agropecuario, ist ein argentinischer Fußballverein aus Carlos Casares in der  Provinz Buenos Aires. Der Verein wird auch Sojero oder Agro genannt.

## Geschichte
Der Club Agropecuario Argentino wurde im August 2011 von Bernardo Grobocopatel, einem Sojaproduzenten aus der Region, gegründet und begann 2012 im Torneo Argentino A, stieg aber ab und kehrte 2016 in das Torneo Federal A zurück, das das Torneo Argentino A ersetzte. Der Klub schaffte den Durchmarsch in die Primera Nacional B, wo sich Agropecuario in den darauffolgenden Jahren etablieren konnte.

## Stadion
Agropecuario trägt seine Heimspiele im 5000 Zuschauer fassenden Estadio Ofelia Rosenzuaig aus. Das Stadion in Carlos Casares wurde 2012 eröffnet.

## Erfolge
- Meister des Torneo Federal A: 2016/17